# Dieta di Spira (1542)
La terza Dieta imperiale di Spira, nota anche come la Dieta del 1541, iniziata il 9 febbraio 1541, sotto la presidenza di Ferdinando I, fratello dell'Imperatore, fu un incontro dei principi del Sacro Romano Impero, convocati da Carlo V Imperatore, tenutosi nel 1541 nella città libera di Spira, l'attuale Speyer in Germania.
Carlo V convocò la riunione perché voleva far fronte alle esigenze della difesa contro l'Impero ottomano, e riconosceva necessario il sostegno dei principi elettori luterani, molti dei quali membri della Lega di Smalcalda. I principi protestanti chiesero all'imperatore il riconoscimento ufficiale della loro posizione.
I Protestanti declinarono l'aiuto a meno che Carlo V non avesse disapplicato gli accordi della Pace Religiosa del 1532 di Norimberga (estesi dai Colloqui di Ratisbona e dal successivo Interim di Ratisbona del 1541 sino al successivo Concilio da convocarsi). Il decreto di recesso (di chiusura dei lavori) della Dieta in data 11 aprile 1542 includeva un compromesso riconoscendo ai Protestanti concessioni in cambio di appoggio contro gli Ottomani.
Papa Paolo III in sua rappresentanza delegò il Cardinale Giovanni Gerolamo Morone a presenziare ai lavori della Dieta.